# Villa Buonamici a San Gaudenzio
La Villa Buonamici a San Gaudenzio, talvolta detta semplicemente villa di San Gaudenzio, è un edificio storico nel comune di Vaiano, nella provincia di Prato. Fu originariamente proprietà dei Buonamici di Prato.

## Storia
La villa fa parte di un complesso costruito intorno alla metà del XV secolo su preesistenze di un fortilizio medievale. Prende il nome dal titolo di un'antica chiesa parrocchiale, trasformata poi in oratorio privato.
Fu residenza estiva dei Buonamici, da parte dei quali subì una ristrutturazione totale intorno al 1580, che la trasformò definitivamente in dimora signorile. In seguito all'estinzione del loro ramo familiare nel XIX secolo con Ranieri Buonamici, passò agli eredi Banci e ai Franchi.
Nel corso dei secoli ospitò molti personaggi illustri tra cui Agnolo Firenzuola, Emilia Goggi, un certo Mustafa Effendi, forse Kazasker Mustafa Izzet Efendi, arrivato dall'Egitto per motivi di studio, Sem Benelli e Galileo Galilei. Quest'ultimo amava particolarmente il vino prodotto nella vicina Vigna delle Veneri, facente parte della fattoria annessa alla villa, e Ranieri Buonamici gli dedicò nel 1841 una lapide posta proprio all'ingresso della vigna, nella quale si leggeva:
"Questa vigna delle Veneri dagli anni deserta

che rallegrava col succo delle sue viti

la mente e il cuore di Galileo

come egli si piacque significare

al Cav. Gio. Francesco Buonamici

con lettera del 14 febbraio 1633

affettuosamente faceta

Ranieri Buonamici

in memoria d’un’amicizia

che tanto onora la sua famiglia

nel 1841

volea ristaurata".
La lapide è stata rovinata da alcuni colpi di fucile ed è oggi conservata all'interno della villa.
Negli anni 1950 ospitò una collezione privata di armi antiche per volere del proprietario dell'epoca Giuseppe Franchi.
Oggi tutto il complesso è adibito a location per eventi e matrimoni.

## Descrizione

### Esterno
Sulla strada che da Vaiano porta a Sofignano (Via di Sofignano), in corrispondenza di un allargamento contornato da cipressi, si trova il cancello principale della villa, sorretto da pilastri decorati a bugnato. Varcato l'ingresso, subito sulla destra, appare la chiesa di San Gaudenzio, nella quale è ancora possibile vedere strutture in pietra della Calvana e i resti di un'antica bifora sulla facciata. Continuando la camminata immaginaria, si arriva ad una piazzetta che permette di ammirare le due facciate della villa, tipicamente cinquecentesche: quella a sinistra dominata da un loggiato a colonne tuscaniche che forma un portico coperto da volte a crociera, mentre quella di fronte caratterizzata da un portale centinato a bugne sovrastato dallo stemma di famiglia, ormai quasi irriconoscibile.
Due torri dalle spesse mura lasciano intuire l'antica origine e funzione.